# Chris Mihm

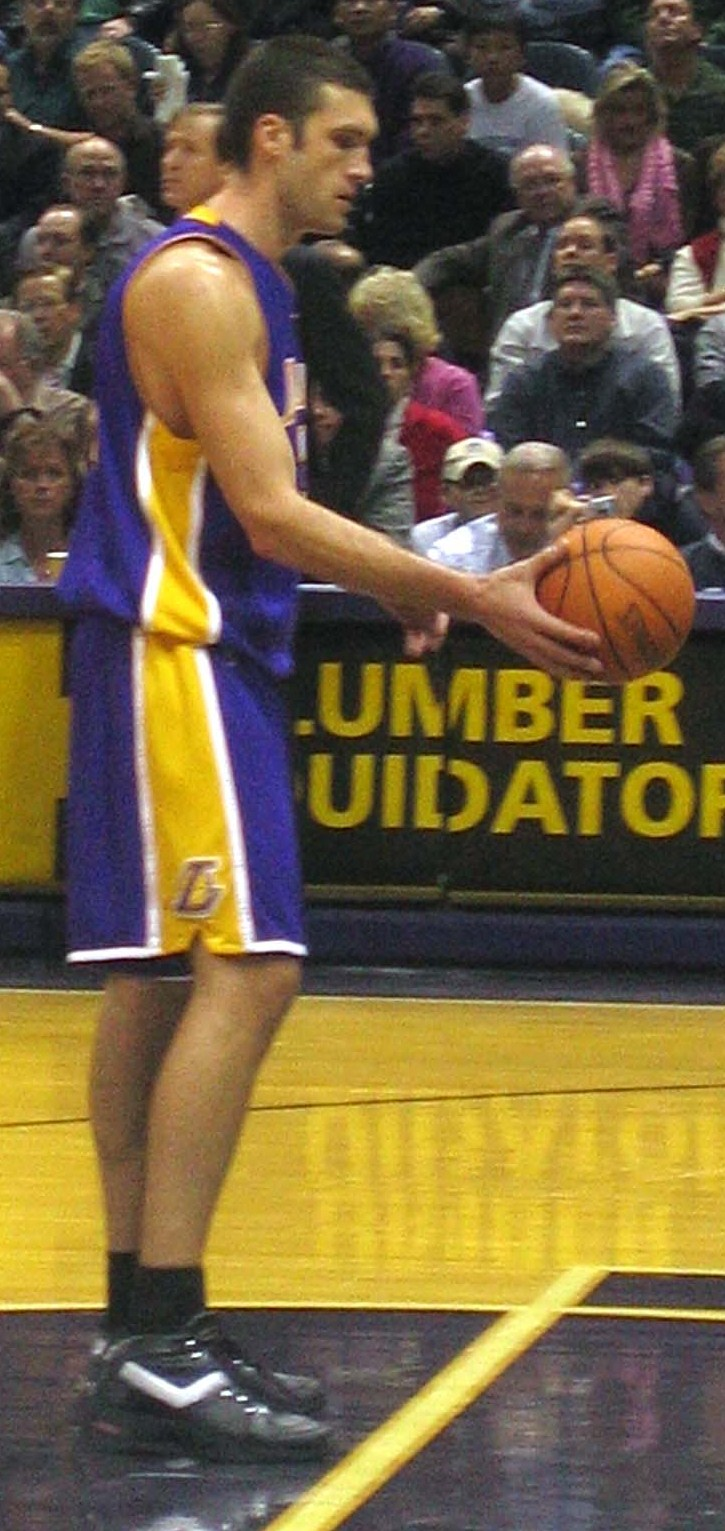
Chris Mihm em 2005, pelo Los Angeles Lakers

Christopher Steven Mihm (Milwaukee, 16 de julho de 1979) é um ex-jogador norte-americano de basquete profissional que atuava como pivô na NBA.